# Mallorca Dominical
Mallorca Dominical, amb subtítol Mallorca Dominical: revista bilingüe, fou un setmanari de Palma, fundat i dirigit per Bartomeu Ferrà i Perelló el 1897.

## Història i context polític i social
La revista Mallorca Dominical es va publicar des del 14 de febrer de 1897 fins al 29 de desembre de 1901, durant l'anomenada Restauració borbònica, és a dir, el període la història espanyola que va de la caiguda de la Primera República al cop d'estat de Primo de Rivera (1923), coincidint amb els regnats d'Alfons XII i Alfons XIII, una època marcada pel caciquisme, el centralisme polític, el torn entre conservadors i liberals al Govern de Madrid. Durant els darrers anys de la regència de Maria Cristina va ser testimoni d'esdeveniments com l'anomenat desastre del 98 i l'aparició del nacionalisme català.

## Direcció i ideologia
La revista, que es començà a imprimir a la impremta de les filles de Colomar, va ser fundada per Bartomeu Ferrà i els seus directors foren durant el 1897 Miquel Torres i posteriorment, entre 1898 i 1901, el mateix Ferrà. La seva ideologia era clarament catòlica i antiliberal i pretenia ser un portaveu popular del regionalisme mallorquí catòlic, no adherit a cap partit concret, però dins del corrent conservador de la Renaixença, molt influïda pel clergat. Aquest regionalisme literari era compartit per altres publicacions de l'època, de caràcter antiliberal. A partir de l'any 1899 passà a publicar-se a la impremta de Pere J. Umbert i Mir.

## Col·laboradors
Hi col·laboraren, en català i en castellà, tant en prosa com en vers, una trentena de sacerdots i un bon nombre d'escriptors mallorquins. La majoria de col·laboradors de la revista eren amics i deixebles de Marià Aguiló i Fuster, molts eren capellans i alguns van participar l'any 1906 al Primer Congrés Internacional de la Llengua Catalana. Encara que solien firmar amb pseudònim, a l'índex o taula del final de cada volum s'indicava el seu nom vertader. Entre els col·laboradors més assidus es trobaven, a més de Bartomeu Ferrà i Perelló, Miquel Torres -el seu primer director-, Antoni Maria Alcover i Sureda, Miquel Costa i Llobera, Miquel Duran Saurina, Miquel dels Sants Oliver, Pere d'Alcàntara Penya i Nicolau i Miquel Ferrà i Juan. Altres col·laboradors més esporàdics van ser Marià Aguiló Fuster, Tomàs Aguiló Forteza, Joan Alcover, Miquel Victorià Amer, Mossèn Bernat Batle i Amengual, Pere Blanes (Saulo), Vicenç Costell Lozano, Tomàs Forteza i Cortès, Manuela de los Herreros, Mateu Obrador, Pere Orlandis i Despuig, Victòria Peña d'Amer, Antoni Maria Peña Gelabert, Ramon Picó i Campamar, Jaume Pomar i Fuster, Josep Lluís Pons i Gallarza, Llorenç Riber Campins, Jeroni Rosselló Ribera, Joaquim Rosselló i Ferrà, Maria Antònia Salvà, mossèn Josep Taronjí Cortès, Antoni Tomàs i Pastor, Rafel Tous i Ferrà, Josep Maria Tous i Maroto, Restituto del Valle Ruiz o León Carnicer Rochel.

## Temàtica i seccions
Els temes tractats a Mallorca Dominical eren de caràcter religiós, relacionats amb la figura de Ramon Llull i també de caràcter social, històric, artístic, polític, romàntic, sàtires, humor i ironia. Pel que fa a les seccions, entre aquestes es podien trobar de caràcter religiós i litúrgic, hagiografies, cròniques, biografies o necrologies.

## Bilingüisme
Mallorca Dominical estava redactada en dues llengües: l'anomenat català dialectal (mallorquí} i el castellà, intentant mantenir viu el llenguatge mallorquí i les tradicions poètiques mallorquines. El setmanari defensava la utilització del mallorquí com a llengua de catequesi i de propaganda religiosa i com a llengua de prestigi i literària. El castellà n'era minoritari, i la majoria d'autors podien ser englobats dins la Renaixença i l'Escola Mallorquina.